# Eupithecia thalictrata
Eupithecia thalictrata is een vlinder uit de familie spanners (Geometridae). De wetenschappelijke naam is voor het eerst geldig gepubliceerd in 1902 door Pungeler.
De soort komt voor in Europa.